# アン・フォスター
アン・フォスター（Ann Foster、1617年 - 1692年12月3日）は、セイラム魔女裁判で魔女として告発されたアンドーバーの未亡人。
アン・パットナムとメアリー・ウォルコットによって告発されたとの裁判記録によると、フォスターは繰り返し尋問（すなわち拷問）されたが、決して自供しようとはしなかった。有罪判決を受けた後、1692年12月3日に75歳で獄中死した。